# التنين الصغير
التنين الصغير مسلسل رسوم متحركة إيطالي، قصته أن هناك تنين صغير اسمه (جريسو) ويريد أن يصبح رجل إطفاء، (على عكس ما عُرف عن التنين أنه يطلق النار من فمه) ولكن أبوه التنين الكبير يوقف في وجهه لأنه لا يريده أن يصبح رجل إطفاء.

## كلمات الأغنية
أبي أبي
ماذا تريد ياولد
لما لا أعمل في الإطفاء
هذا عمل فيه عناء
أرجوك أبي
لا لا لا
هناك حريق
لطيف لطيف
ماذا
هناك حريق في البلد
ما دخلك أنت يا ولد
أحب الخير أحب الناس
أسعدني هذا الإحساس
هل ستوافق يا أبي
على ماذا يا ولد
أن أعمل في الإطفاء ضد الجمر وضد الشر
مع أن الطلب سخيف سأفكر قطعاً في الأمر
هوهوهو أحبك أبي
إلى اللقاء
إلى أين يا ولد
سأصبح رجل إطفاء
آه رأسي كم هو عنيد هذا الولد

## روابط خارجية
- التنين الصغير على موقع IMDb (الإنجليزية)
- التنين الصغير على موقع قاعدة بيانات الفيلم (الإنجليزية)